# Maniltoa floribunda
Maniltoa floribunda é uma espécie vegetal da família Fabaceae.
Apenas pode ser encontrada nas Fiji.